# Пиянец

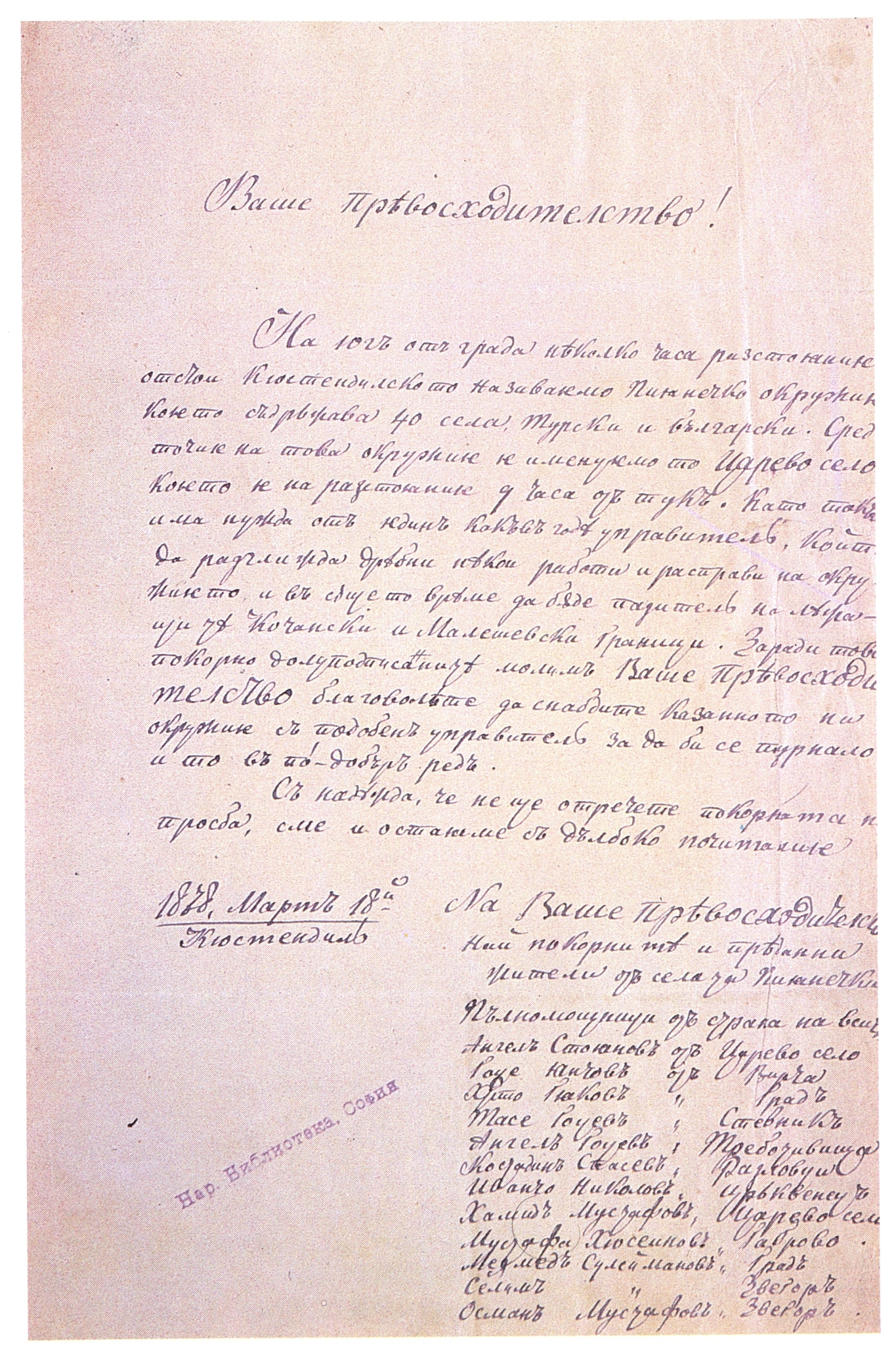
Челобитная жителей уезда русским властям в Кюстендиле о введении в Пьянеце гражданского правления, 18 марта 1878 г.

Пиянец или Пьянец – исторический и географический район, который сегодня разделен между Республикой Болгария и Северной Македонией. Центр района — город Делчево.
Часто бездоказательно его имя связывают с древними пеонами, населявшими эти земли в древности. Район расположен к юго-востоку от Кюстендила и в более широком смысле является частью Осоговии. Здесь находятся два древнейших болгарских православных монастыря — Руенский монастырь и Границкий монастырь.
Самое древнее поселение, обнаруженное археологически в этом районе, находится на земле села Кадровица по дороге из Згурово. На расстоянии 3-4 км в 1970-х годах было обнаружено множество поселений (отстоящих друг от друга на несколько сотен метров) античных времен с типичной римской керамикой, пифосами (большими глиняными кувшинами для хранения продуктов), свинцовыми и глиняными водопроводными трубами и другими артефактами. В районе Градиштето сохранились остатки крепости, а в прошлом в этом районе была найдена монета времен императора Септимия Севера. Территория Пиянеца усеяна ещё остатками древних городищ, курганов, некрополей, крепостей и городов, разбросанных вокруг сел Ваксево, Смоличано, Пелатиково, Рашка-Граштица и других. Они связаны с древними пауталиями и скаптопарами. 